# Línea primitiva

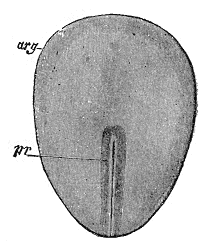
Disco embrionario (arg) y línea primitiva (pr) en el embrión de un ratón.

En biología del desarrollo, la línea primitiva es el primer signo de la gastrulación. Se trata de una zona densa situada en la región central posterior del disco embrionario, su formación se debe a la migración y proliferación de células del epiblasto hacia el plano medial del disco embrionario. En la línea primitiva se desarrolla un surco estrecho llamado Surco Primitivo. 
El SNC se deriva de la porción dorsal media engrosada del ectodermo por delante de la fosita primitiva, conocida como placa neural, la que aparece al inicio de la tercera semana de la concepción.
Para que se construya la placa neural es necesario recordar que las células del epiblasto convergen hacia la línea media del disco embrionario formando un surco la línea primitiva, delimitando un eje longitudinal de simetría bilateral alrededor del cual se alinearán las estructuras embrionales y sus órganos. Desde este momento el embrión tendrá una región rostral (cefálica) y caudal (cola) así como un lado izquierdo y derecho y una superficie dorsal (atrás) y ventral (adelante).
El extremo rostral o cefálico de la línea primitiva termina en una pequeña fosita rodeada por una elevación de células en círculo: el nódulo primitivo. Este nódulo marca el sitio donde las células del epiblasto se invaginan para formar la capa media (mesodermo) que se sitúa entre el epiblasto e hipoblasto (disco bilaminar) denominándose a este proceso de formación de las tres capas o disco trilaminar gastrulación.
Durante el proceso de gastrulación una estructura llamada notocorda se origina de las células mesodérmicas cilíndricas, extendiéndose a lo largo de la línea media (rostral y caudalmente). Esta estructura induce a que las células del ectodermo que las recubre se diferencien en células neuronales precursoras, las cuales se organizan en una estructura llamada placa neural. El proceso que da origen a esta placa se llama neurulación.